# الشاطئ الكبير سكيكدة

الشاطئ الكبير

الشاطئ الكبير سكيكدة. يبعد عن عاصمة ولاية سكيكدة ب 17 كلم، وموقعه سياحي تكسوه من جوانبه مناظر الطبيعة الخضراء إذ يقع في جبال منطقة بلدية عين الزويت، و كان في سنوات مضت خالي من حارسة الحماية المدنية لأساب أمنية، و ربما لا يزال كذلك إلى يومنا هذا؛ لأن موقع الحماية المدنية نشر قائمة الشواطئ المحروسة في ولاية سكيكدة و من بنيها الشاطئ الكبير بلدية عين الزويت وبدلا من أن ينسبه إلى ولاية سكيكة نسبه إلى بلدية الحدائق التي لا تبعد عن وسط مدينة سكيكدة بكلمتر واحد (موقع الحماية المدنية لولاية سكيكدة) . 
 